# Oscar Zucconi
Oscar José Zucconi (f. 19 de octubre de 2011) fue un militar argentino que gobernó la provincia del Chaco, entre el 24 de marzo y el 19 de abril de 1976, como parte del Proceso de Reorganización Nacional.

## Biografía
En octubre de 1974 fue nombrado jefe del Grupo de Artillería 7 del Ejército Argentino (Área 233), ubicado en la ciudad de Resistencia.
El mediodía del 24 de marzo de 1976, Zucconi llegó a la casa de gobierno de Chaco junto con un grupo de militares, desplazando al gobernador peronista Deolindo Bittel, quien se encontraba en Buenos Aires. Fue interventor federal de facto durante el primer mes del gobierno militar hasta el 19 de abril. Después, dejó que el militar Antonio Serrano asumiera como gobernador.
Desde abril de 1976, fue ministro de Gobierno de facto de la provincia hasta 1983. Luego fue nombrado ministro de Cultura y Educación.
Fue llamado a declarar por diversos crímenes de lesa humanidad, dado que mientras se desempeñaba como Ministro de Gobierno de Antonio Serrano ocurrió la masacre de Margarita Belén. Sin embargo, no se encuentra procesado ni condenado por ningún crimen.
En 1989, fue indultado por Carlos Menem a través del decreto 1002. Zucconi estaba acusado en la causa 23 175 de la Cámara Federal de Apelaciones de la ciudad de Resistencia por privación ilegítima de la libertad contra Nora del Valle Giménez de Valladares.
Hacia principios de la década de 2010 vivía en la ciudad de Buenos Aires, con una avanzada enfermedad de Parkinson.
Falleció el 19 de octubre de 2011.